# Rotbav

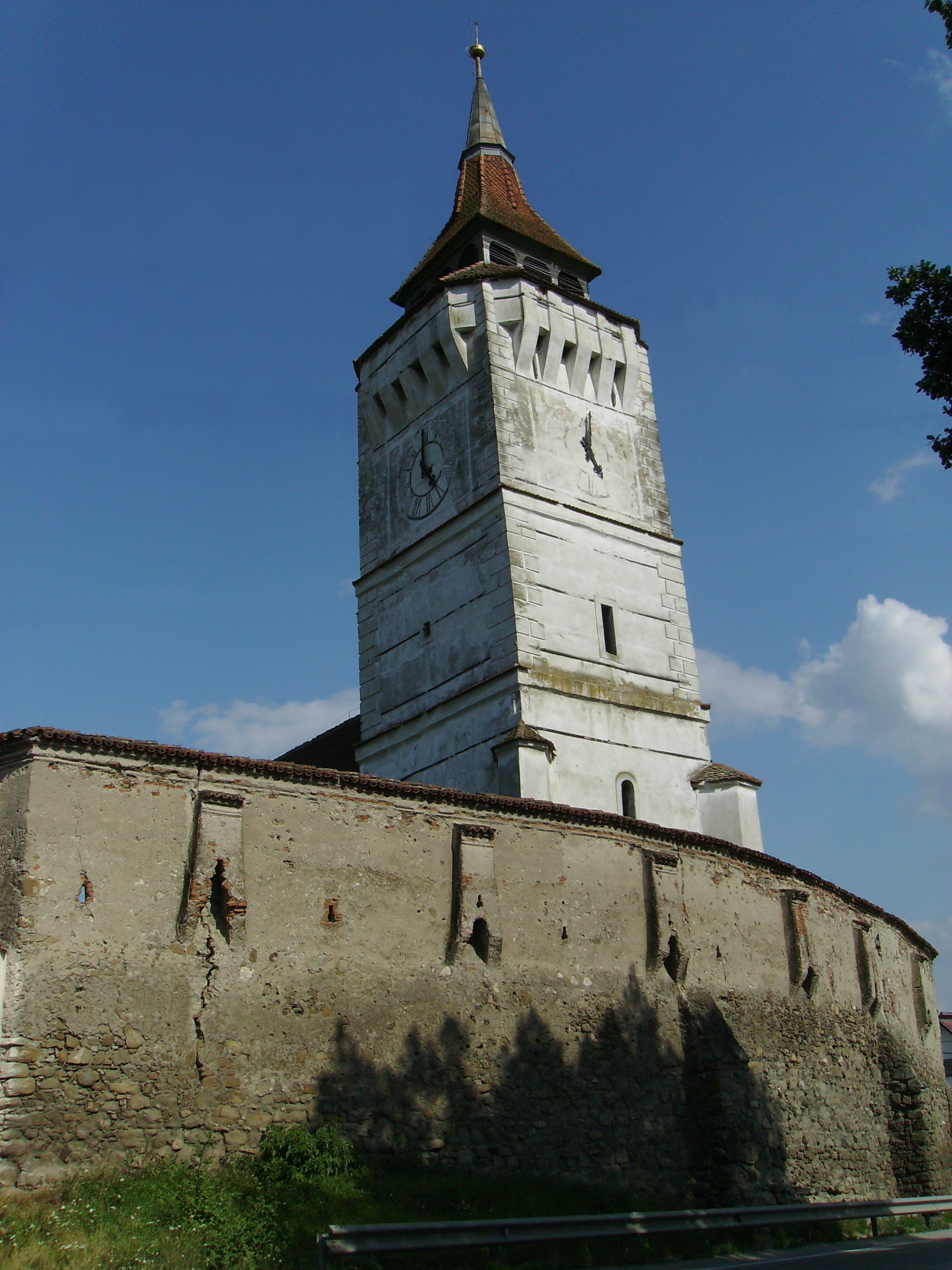
Igreja fortificada de Rotbav

Rotbav (forma antiquada: Rotbac ou Roșie) é uma vila da Romênia, com 1 650 habitantes, localizada na comuna de Feldioara, no distrito de Brașov, na região histórica da Transilvânia.
É conhecida como Rothbach ou Rothpach em alemão, Roiderbrich ou Rudjebich em dialeto saxão transilvano e Szászveresmart, Veresmart, Szászvörösmárt ou Vörösmárt em húngaro, idiomas falados por antigas minorias étnicas que habitam ou habitaram a localidade.  Vários integrantes da comunidade local saxã foram enviados como prisioneiros à União Soviética após a Segunda Guerra Mundial. Atualmente, residem na localidade apenas 28 saxões.